# Unknown Pleasures
 (décembre 2024).
Si vous disposez d'ouvrages ou d'articles de référence ou si vous connaissez des sites web de qualité traitant du thème abordé ici, merci de compléter l'article en donnant les références utiles à sa vérifiabilité et en les liant à la section « Notes et références ».
Albums de Joy Division
An Ideal for Living
(1978) Closer
(1980)
Unknown Pleasures est le premier album du groupe Joy Division, sorti chez Factory Records en juin 1979 au Royaume-Uni, 1979 en France, puis juillet 1980 aux États-Unis.
Réédité en double CD le 17 septembre 2007 au Royaume-Uni par Factory Records (réf. FACD 10 / London), avec un premier CD qui reprend les chansons de l'album original et un second qui comprend l'enregistrement du concert à The Factory de Manchester (et non de Londres, comme sur le quatrième CD du coffret Heart and Soul), le 13 juillet 1979 (inédit jusqu'alors).
La pochette de l'album est une maquette de Peter Saville ; l'image, choisie par Bernard Sumner, s'intitule 100 consecutive pulses from the pulsar CP 1919. Il l'a découverte dans une encyclopédie d'astronomie. Elle représente les ondes du tout premier pulsar découvert. La pochette est rapidement devenue iconique.
Factory Records ne sortira pas de singles issus de l'album. Unknown Pleasures ne s'inscrira pas dans les charts malgré le succès relatif du précédent single du groupe "Transmission". Depuis l'album a connu le succès critique, il est acclamé pour son aspect novateur et l'influence qu'il aura sur tout le post-punk. Il est considéré par le NME ou AllMusic comme un des meilleurs albums de tous les temps.
Il s'agira du seul album sorti du vivant de Ian Curtis, chanteur et leader du groupe.

## Enregistrement

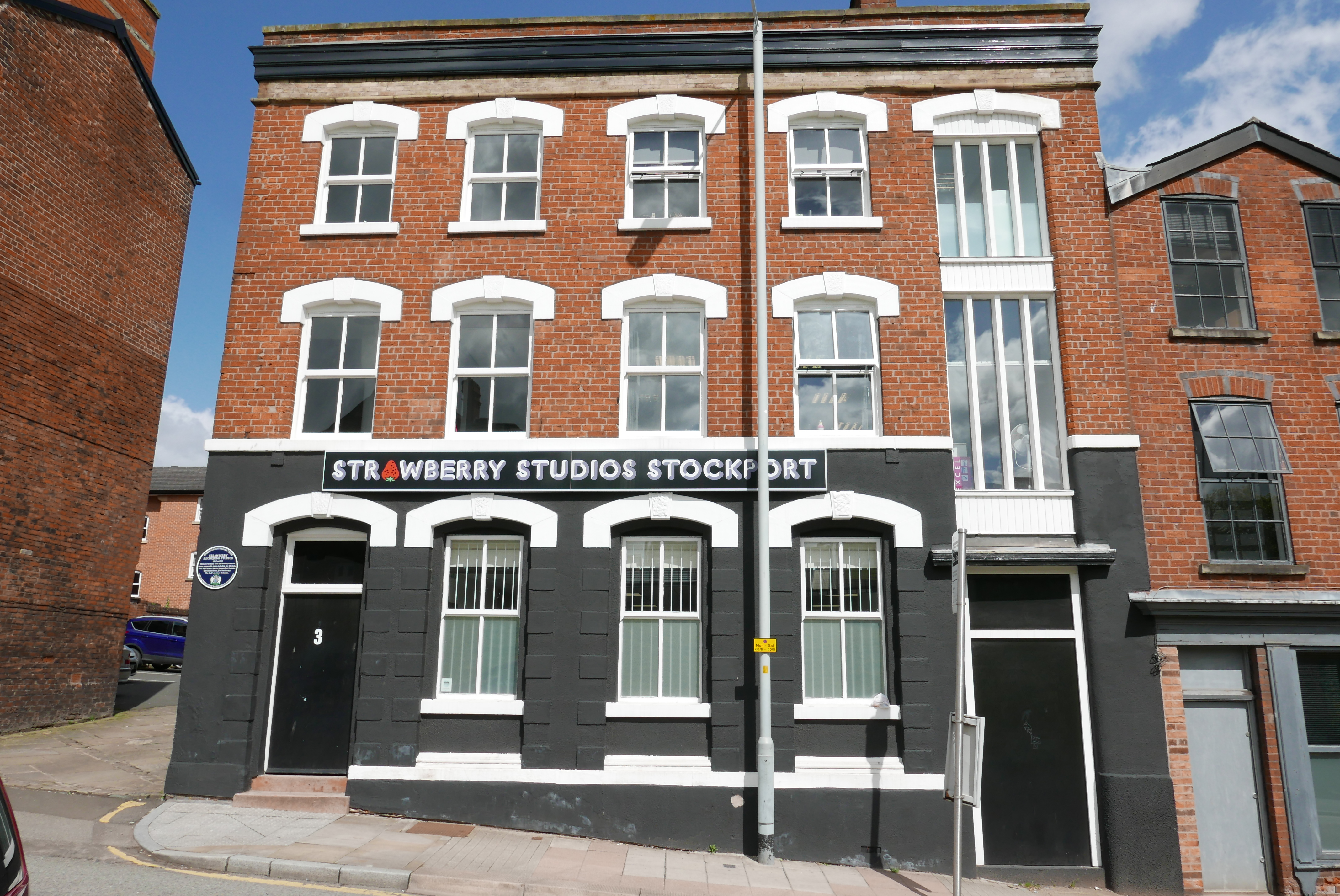
Strawberry Studios à Stockport, où a été enregistré l'album Unknown Pleasures. Aujourd'hui, c'est devenu une entreprise privée.

Après avoir signé chez Factory Records, le label de Tony Wilson, le groupe enregistre son premier album en 1979. Unknown Pleasures est enregistré au Strawberry Studios à Stockport pendant trois week-ends du 1er au 17 avril 1979, avec Martin Hannett en tant que producteur. Hannett, qui croyait que le punk rock était musicalement conservateur en raison de son refus d'utiliser la technologie studio pour créer de l'espace sonore, utilisait un certain nombre de techniques de production inhabituelles et d'effets sonores sur l'album notamment plusieurs retards numériques AMS 15-80, des modulateurs Marshall, des échos de cassette, ainsi que le bruit d'une bouteille qui se casse, quelqu'un qui mange des chips, une guitare arrière et le son de l'ascenseur de Strawberry Studios avec une cabine Leslie. Il a aussi utilisé le sons des toilettes du sous-sol. Hannett a enregistré la voix de Curtis pour Insight sur une ligne téléphonique pour qu'il puisse atteindre « la distance requise ». Hannett a ensuite déclaré : « Joy Division était un cadeau pour un producteur, parce qu'ils étaient ignorants. Ils ne se disputaient pas ».

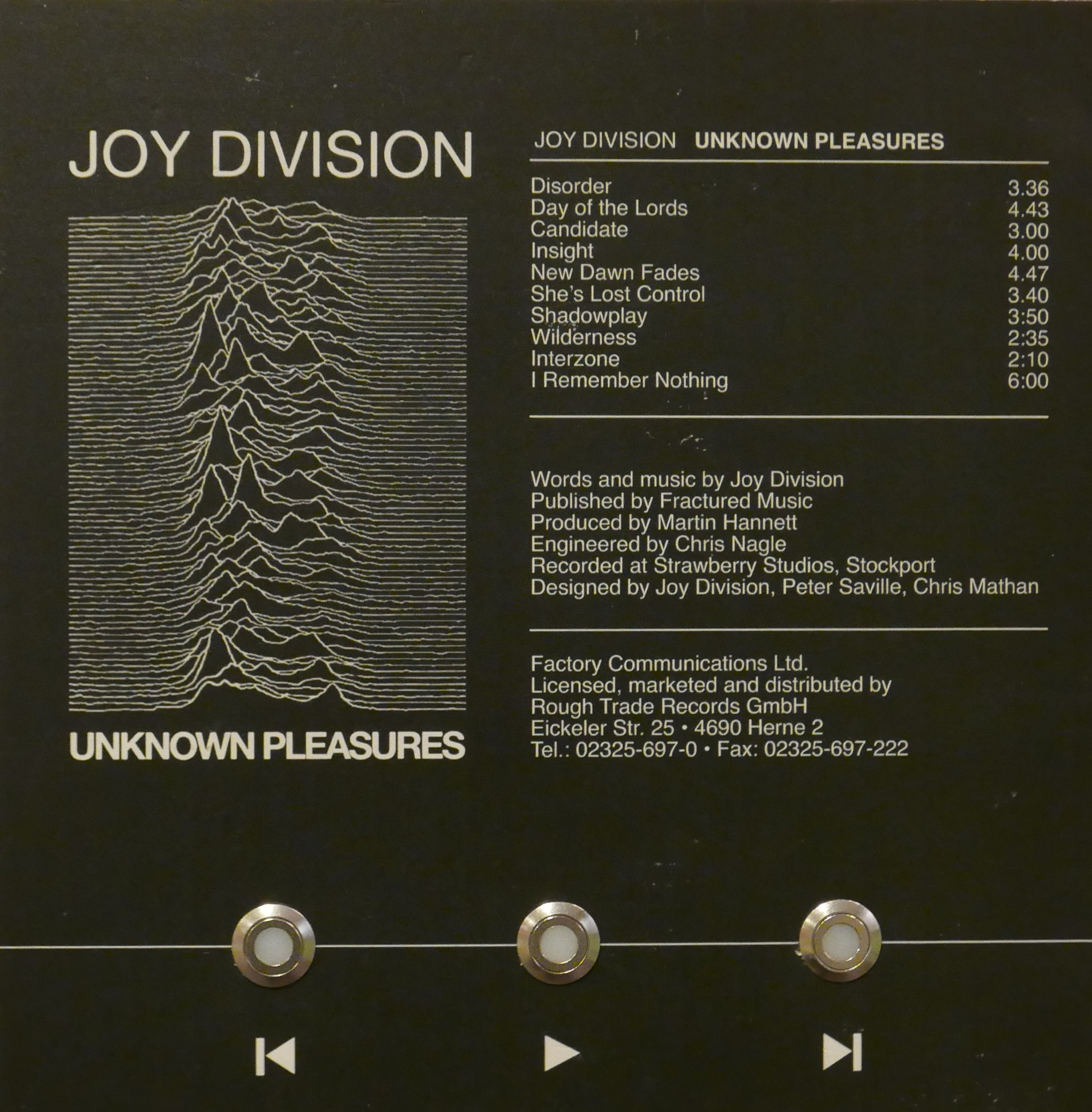
Lecteur pour écouter l'album Unknown Pleasures au Musée de Stockport

AllMusic écrit que la production de Hannett sur Unknown Pleasures était « autant une caractéristique que la musique elle-même », décrivant cela comme une « accentuation de l'espace de la manière la plus révélatrice depuis l'aube du dub ». Les opinions des membres du groupe diffèrent sur le « son atmosphérique et spacieux » de l'album, qui ne reflète pas leur son live plus agressif. Sumner déclare : « La musique était forte et lourde, et nous avons senti que Martin avait diminué le volume, en particulier avec les guitares. La production a infligé cette humeur sombre sur l'album : nous avions dessiné cette image en noir et blanc, et Martin l'avait coloré pour nous. Nous l'avons ressenti... » Hook dit : « Je ne pouvais pas cacher ma déception ».
Morris était en désaccord : « J'étais content pour Unkown Pleasures. Ma théorie sur les choses à l'époque était que les deux choses : écouter un disque et aller à un concert, étaient tout à fait différentes. Vous ne voulez pas entendre un disque quand vous allez à un concert : vous voulez quelque chose avec un peu d'énergie ». Curtis était également heureux avec la production de l'album et a été impressionné par le travail de Hannett. Hook a concédé en 2006 en parlant de l'album : « Il n'a certainement pas eu le son que je voulais... Mais maintenant, je peux voir que Martin a fait un bon travail à ce sujet... C'est comme ça que Martin Hannett a créé le son de Joy Division ». Hook a également noté qu'il était capable d'entendre les paroles de Curtis et les parties de guitare de Sumner pour la première fois sur le disque, car pendant les concerts, le groupe jouait trop fort.

## Liste des titres
Tous les titres sont écrits par Joy Division.
| No  | Titre              | Durée |
| --- | ------------------ | ----- |
| 1.  | Disorder           | 3:28  |
| 2.  | Day Of The Lords   | 4:43  |
| 3.  | Candidate          | 3:00  |
| 4.  | Insight            | 4:23  |
| 5.  | New Dawn Fades     | 4:45  |
| 6.  | She's Lost Control | 3:53  |
| 7.  | Shadow Play        | 3:50  |
| 8.  | Wilderness         | 2:35  |
| 9.  | Interzone          | 2:12  |
| 10. | I Remember Nothing | 5:52  |

CD Live from the Factory, Manchester 13th July 1979 de la version double CD :
1. Dead Souls
2. The Only Mistake
3. Insight
4. Candidate
5. Wilderness
6. She's Lost Control
7. Shadowplay
8. Disorder
9. Interzone
10. Atrocity Exhibition
11. Novelty
12. Transmission

## Personnel
Joy division
- Ian Curtis - chant principal
- Bernard Sumner - guitare, synthétiseurs
- Peter Hook - basse, chant principal (titre no 9)
- Stephen Morris - batterie, percussion

Production
- Martin Hannett - Production, ingénieur du son, effets sonores, synthétiseurs
- Chris Nagle - Ingénieur du son
- Peter Saville - design
- Chris Mathan - design

## Classements
| Classement (1980-81)          | Meilleure place |
| ----------------------------- | --------------- |
| Royaume-Uni (UK Albums Chart) | 71              |
| Nouvelle-Zélande (RIANZ)      | 1               |

| Classement (2012) | Meilleure place |
| ----------------- | --------------- |
| Italie (FIMI)     | 85              |